# کوانجیلار
کوانجیلار (به ترکی استانبولی: Kovancılar) شهری است در کشور ترکیه که در استان الازیغ واقع شده‌است. جمعیت این شهر بر اساس سرشماری سال ۲۰۰۸ میلادی ۱۹٬۴۱۱ نفر و بر اساس برآوردهای سال ۲۰۰۹ میلادی ۱۹٬۴۶۴ نفر می‌باشد.